# Forte de São João Batista (Machico)
O Forte de São João Baptista, também referido como Forte do Desembarcadouro, localiza-se junto ao cais em Machico, na freguesia do Machico, concelho do Machico, na ilha da Madeira, Região Autónoma da Madeira. O Forte de São João Baptista foi construído no século XVIII e foi classificado como património cultural da Região Autónoma da Madeira a 18 de Agosto de 1943 onde os portugueses desembarcaram pela primeira vez para darem início ao povoamento da ilha da Madeira.

## História
Esta fortificação construída no século XVIII é deveras importante uma vez que sobreviveram à torrente destruidoras das construções militares na ilha. Este Forte foi mandado edificar pelo governador  Duarte Sodré Pereira no ano de 1708, contudo em 1965 já existia o Reduto do Embarcadouro, onde, nesse ano, Manuel Ferreira Maciel iniciou então as funções como condestável.
Em 1817, a artilharia do Forte de São João Baptista encontrava-se em mau estado assim como a artilharia do Forte de Nossa Senhora do Amparo, com isto a 22 de agosto de 1828, quando a armada Miguelista tentou desembarcar em Machico, os três fortes da vila abriram fogo sobre os navios que entraram na baía.
Após o ataque miguelista, em 1863, o Forte ficou bastante danificado e abandonado, o que se revelou assim numa utilidade militar praticamente nula. No entanto, o Forte ainda teve outras utilidades, tal como de hospital durante a epidemia de cólera dos finais da primeira década do século XX. Mais tarde, abrigou diversas colónias de férias nos meses de Verão, organizadas pelas irmãs da Congregação das Franciscanas Missionárias de Maria, do Convento de Santa Clara do Funchal. Contudo, a fim de se constituir como Colónia Balnear Infantil, a Junta Geral do Distrito procedeu a várias obras de adaptação, inclusive a construção de um dormitório e de uma capela desenhada pelo escultor João Tomás Figueira da Silva (1920-2011).
Logo após a Revolução dos Cravos (1974), o Centro de Informação Popular de Machico fundou um Jardim de Infância, ao qual foi encerrado em janeiro de 1976 pelo brigadeiro Carlos de Azeredo. Em setembro de 1965, o Forte foi ocupado por refugiados das antigas colónias portuguesas em África. Isto fez com que se abrisse então um caminho para a recuperação deste edifício classificado como Património Cultural da Região Autónoma da Madeira.
Em 2002, o Governo Regional aprovou um programa de recuperação, que previa espaços museológicos e de restauração, contudo, não foi concretizado. Em 2005, surgiu um novo projeto, com a assinatura do arquiteto Victor Mestre, para uma unidade hoteleira com quarenta quartos, que seria executado pela empresa “Mare Nostrum”. O prazo de concessão de acordo com o que foi divulgado por ocasião da assinatura do respetivo contrato com o Governo Regional, era de trinta anos, mas o projeto não foi concluído, ainda que, em 2008 tivesse sido abordado o processo de transferência da concessão da obra de recuperação e de exploração hoteleira para outra empresa. A construção de uma ETAR na área de proteção do monumento classificado foi, por certo, um obstáculo ao prosseguimento do investimento no Forte e, contudo, a crise financeira justificou o seu fim e o abandono nos últimos anos.
A cidade de Machico necessita deste espaço para o seu desenvolvimento e progresso, a memória do lugar também exige a preservação da sua História. A reabilitação do forte setecentista seria uma das melhores formas para assinalar os 600 anos do início do povoamento da Madeira, por ser ali que os portugueses desembarcaram pela primeira vez nos finais da segunda década do século XV.
No contexto da Guerra Civil Portuguesa (1828-1834), as forças liberais na ilha fizeram fogo deste forte contra a esquadra Miguelista. Tendo o brigue "Infante D. Sebastião" respondido o fogo, o forte sofreu ligeiros danos (22 de agosto de 1828).
No século XX, em 1910 as suas dependências foram utilizado como hospital de coléricos, tendo sido erguidas casas de madeira em seu terrapleno para esse fim. Mais tarde foi utilizado como colónia de férias das crianças do Convento de Santa Clara do Funchal.
Encontra-se classificado como Imóvel de Interesse Público desde 18 de agosto de 1943.
Após a Revolução dos Cravos (1974), as suas dependências alojaram retornados das ex-colónias portuguesas em África.
Até 2002 esteve na posse de algumas famílias de Machico, que aí viveram por mais de vinte anos.

## Características
É acedido por uma porta elevada em cantaria e apresenta uma janela com moldura de cantaria vermelha com tapa-sol verde. É coberto por uma cúpula em alvenaria. A escada de acesso, que nasce lateralmente, é em pedra seca e não apresenta guarda.
Em seu interior destaca-se a capela em estilo neogótico, sob a invocação do padroeiro que dá nome à fortaleza.